# Эгидио да Витербо
Эгидио да Витербо (Эгидий из Витербо; итал. Egidio da Viterbo; лат. Aegidius Antonius Canisius; 1469—1532) — итальянский кардинал, генерал Августинского ордена, ренессансный гуманист, философ, гебраист и каббалист.

## Биография
В его доме прожил 13 лет вместе со своей семьей Илия Левита, обучавший его еврейской грамматике и учившийся y него греческому языку. Первое издание своего «דוחנה דפם» и свою «библейскую конкорданцию» Левита посвятил Эгидию да Витербо. Интерес да Витербо к еврейскому языку исходил из желания проникнуть в тайны каббалы: он рассчитывал найти в ней неопровержимые доказательства истинности христианства. Он разделял в этом отношении взгляды многих христианских ученых XVI века, таких как Пико де Мирандола и Рейхлин.
По поручению да Витербо был переведён на латинский язык «Зо́ар» (Барухом ди Беневенто); да Витербо также способствовал изданию многих других каббалистических трактатов в латинском переводе.
Эгидио да Витербо был усердным собирателем еврейских рукописей, многие из которых сохранились в Мюнхенской библиотеке с краткими латинскими заметками да Витербо. В Британском музее находятся экземпляр «Махири» («Jalkut ha-Machiri» авторства Махира) и «Мидраш к малым пророкам», переписанные для кардинала в 1514 году Иохананом бен-Яков Саркузе (Johanan ben Jacob Sarkuse). В 1527 г. испанско-германская армия Карла V подступила к Pиму, a 6 мая вошла в город. Во время трёхнедельного разграбления города Илия Левита и кардинал Эгидио лишились своих библиотек.
Знакомство с еврейской литературой сочеталось у да Витербо с доброжелательным отношением и к еврейскому народу: он сделал попытку, правда неудачную, воспрепятствовать изданию папской буллы ο введении инквизиционного суда против маранов. Эгидио да Витербо приписывают очень много сочинений, большинство из которых хранится в национальной библиотеке в Париже. Ему принадлежат несколько небольших работ ο еврейском языке, большая же часть его сочинений имеет отношение к каббале; с его помощью на латынь переведены и комментированы почти все крупные произведения средневековой еврейской мистики: «Зоар»; «Гиннат Эгоз» («Ореховый сад»), «Книга ангела Разиэля», «Маарехет га-Элогут», «Эсер Сефирот» («Десять сфирот»).
Кардинал Эгидио да Витербо похоронен в римской церкви Сант-Агостино.